# فهرست قنات‌های شهرستان سرایان
جدول زیر براساس آمار وزارت جهاد کشاورزی تهیه شده‌است. فهرست زیر قنات‌های شهرستان سرایان در استان خراسان جنوبی را نشان می‌دهد.
| نام قنات       | موقعیت                  | نزدیک‌ترین روستا | طول قنات (متر) | تعداد میله چاه | عمق مادر چاه | دبی (لیتر بر ثانیه) | سطح زیر کشت (هکتار) |
| -------------- | ----------------------- | --------------- | -------------- | -------------- | ------------ | ------------------- | ------------------- |
| ااباد          | بخش آیسک شهرستان سرایان | مصعبی           | ۲۰۰۰           | ۷۰             | ۴۵           | ۴۰                  | ۳۰                  |
| ازدک           | بخش آیسک شهرستان سرایان | چرمه            | ۱۰۰            | ۲              | ۶            | ۵                   | ۱                   |
| استان سیاه     | بخش آیسک شهرستان سرایان | دره پر و کریمو  | ۱۰۰۰           | ۱۲             | ۱۲           | ۱۵                  | ۱۰                  |
| اسفندنگ        | بخش آیسک شهرستان سرایان | چرمه            | ۱۰۰            | ۵              | ۱۰           | ۳                   | ۲                   |
| اسپور          | بخش آیسک شهرستان سرایان | چرمه            | ۲۱۰            | ۷              | ۷            | ۵                   | ۳                   |
| اغال خونی      | بخش آیسک شهرستان سرایان | سرایان          | ۴۰۰            | ۱۶             | ۱۰           | ۳                   | ۲                   |
| اقامحمدی       | بخش آیسک شهرستان سرایان | چرمه            | ۵۰             | ۲              | ۲۰           | ۵                   | ۲                   |
| امین           | بخش آیسک شهرستان سرایان | نوبهار          | ۳۰۰            | ۸              | ۳۰           | ۶                   | ۶                   |
| انگورآباد      | بخش آیسک شهرستان سرایان | نوده            | ۳۰۰            | ۱۵             | ۴۰           | ۳                   | ۴                   |
| اویز           | بخش آیسک شهرستان سرایان | اویز            | ۱۰۰۰           | ۴۰             | ۵۰           | ۲۵                  | ۲۰                  |
| اکبرآباد       | بخش آیسک شهرستان سرایان | کریمو           | ۳۵۰            | ۱۵             | ۲۰           | ۳                   | ۳                   |
| باغبر          | بخش آیسک شهرستان سرایان | چرمه            | ۱۲۰            | ۷              | ۱۰           | ۳                   | ۱                   |
| بنداز سفلی     | بخش آیسک شهرستان سرایان | نوده            | ۵۰۰            | ۱۵             | ۳۰           | ۵                   | ۴                   |
| بنداز علیا     | بخش آیسک شهرستان سرایان | نوده            | ۳۸۰            | ۱۴             | ۳۲           | ۴                   | ۳                   |
| بنی خانیک      | بخش آیسک شهرستان سرایان | بنی خانیک       | ۱۲۰۰           | ۱۲             | ۵            | ۱۰                  | ۱۰                  |
| بوسی           | بخش آیسک شهرستان سرایان | نوبهار          | ۲۰۰            | ۸              | ۲۵           | ۲۰                  | ۱۰                  |
| تخ سفلی        | بخش آیسک شهرستان سرایان | نوده            | ۲۰۰            | ۱۵             | ۳۵           | ۱                   | ۲                   |
| تخ سفلی        | بخش آیسک شهرستان سرایان | ایسک            | ۵۰۰            | ۱۰             | ۱۵           | ۱۵                  | ۱۵                  |
| تخ علیا        | بخش آیسک شهرستان سرایان | ایسک            | ۴۰۰            | ۱۰             | ۱۰           | ۲۰                  | ۱۵                  |
| تلخی           | بخش آیسک شهرستان سرایان | چرمه            | ۶۰             | ۶              | ۲۰           | ۳                   | ۴                   |
| تک دو دختره    | بخش آیسک شهرستان سرایان | سراب            | ۲۵۰            | ۱۰             | ۲۰           | ۵                   | ۲                   |
| تک مرده        | بخش آیسک شهرستان سرایان | کریمو           | ۳۰۰            | ۷              | ۱۵           | ۵                   | ۳                   |
| تیربری         | بخش آیسک شهرستان سرایان | سرایان          | ۱۰۰۰۰          | ۴۰۰            | ۸            | ۵۰                  | ۲۰۰                 |
| حسنعلی جمال    | بخش آیسک شهرستان سرایان | چرمه            | ۳۰۰            | ۶              | ۲۰           | ۳                   | ۱                   |
| حسن‌آباد        | بخش آیسک شهرستان سرایان | کریمو           | ۶۰۰            | ۳۰             | ۴۴           | ۵                   | ۲                   |
| حسین‌آباد       | بخش آیسک شهرستان سرایان | مصعبی           | ۲۵۰            | ۵              | ۱۰           | ۴                   | ۲                   |
| حسین‌آباد سفلی  | بخش آیسک شهرستان سرایان | مصعبی           | ۴۰۰            | ۱۲             | ۲۰           | ۸                   | ۷                   |
| حسین‌آباد علیا  | بخش آیسک شهرستان سرایان | مصعبی           | ۷۰۰            | ۱۴             | ۳۰           | ۴                   | ۴                   |
| حسین‌آباد نوده  | بخش آیسک شهرستان سرایان | نوده            | ۳۰۰            | ۲۰             | ۳۵           | ۲                   | ۳                   |
| حیدرآباد       | بخش آیسک شهرستان سرایان | سرند            | ۱۰۰۰           | ۱۰             | ۲۵           | ۱۰                  | ۱۰                  |
| خال اسپید      | بخش آیسک شهرستان سرایان | چرمه            | ۱۰۰            | ۳              | ۱۰           | ۲                   | ۶                   |
| خانکوک         | بخش آیسک شهرستان سرایان | دره پر          | ۱۰۰۰           | ۱۵             | ۱۵           | ۱۵                  | ۱۰                  |
| خاور سفلی      | بخش آیسک شهرستان سرایان | چرمه            | ۴۰۰            | ۲۳             | ۶۳           | ۷                   | ۴                   |
| خاور علیا      | بخش آیسک شهرستان سرایان | چرمه            | ۱۰۰۰           | ۲۰             | ۲۰           | ۱۰                  | ۴                   |
| خورزاد         | بخش آیسک شهرستان سرایان | خورزاد          | ۲۰۰۰           | ۳۱             | ۲۵           | ۱۳                  | ۱۲                  |
| دره امرود      | بخش آیسک شهرستان سرایان | چرمه            | ۵۰             | ۴              | ۵            | ۵                   | ۴                   |
| دره بروک       | بخش آیسک شهرستان سرایان | خورزاد          | ۳۰۰            | ۸              | ۱۵           | ۵                   | ۴                   |
| دره پر         | بخش آیسک شهرستان سرایان | دره پر          | ۱۰۰۰           | ۱۲             | ۱۰           | ۲۰                  | ۱۲                  |
| دره چنار       | بخش آیسک شهرستان سرایان | چرمه            | ۳۰۰            | ۶              | ۱۰           | ۴                   | ۴                   |
| دره چنارسفلی   | بخش آیسک شهرستان سرایان | نوده            | ۳۵۰            | ۱۵             | ۳۰           | ۵                   | ۴                   |
| دره‌چنار علیا   | بخش آیسک شهرستان سرایان | نوده            | ۳۰۰            | ۱۵             | ۳۰           | ۸                   | ۸                   |
| دوست‌آباد       | بخش آیسک شهرستان سرایان | دوست‌آباد        | ۱۲۰۰۰          | ۱۰۰۰           | ۱۵۰          | ۳۰                  | ۳۰                  |
| دیوانه سرند    | بخش آیسک شهرستان سرایان | سرند            | ۱۰۰۰           | ۱۸             | ۴۰           | ۱۰                  | ۱۵                  |
| رشته درب حمام  | بخش آیسک شهرستان سرایان | کریمو           | ۸۰۰            | ۹              | ۱۶           | ۴                   | ۴                   |
| رشرود          | بخش آیسک شهرستان سرایان | نوبهار          | ۱۰۰            | ۱              | ۵            | ۸                   | ۲                   |
| رودهن          | بخش آیسک شهرستان سرایان | کریمو           | ۷۰۰            | ۱۴             | ۴۰           | ۸                   | ۳۰                  |
| روشن‌آباد       | بخش آیسک شهرستان سرایان | ایسک            | ۲۰۰۰           | ۱۰۰            | ۵۰           | ۲۵                  | ۲۵                  |
| رکس‌آباد        | بخش آیسک شهرستان سرایان | نوده            | ۴۰۰            | ۲۰             | ۴۰           | ۵                   | ۵                   |
| زابر           | بخش آیسک شهرستان سرایان | سرایان          | ۲۰۰۰           | ۵۵             | ۱۴           | ۲۵                  | ۱۰۰                 |
| زرگر           | بخش آیسک شهرستان سرایان | چرمه            | ۵۰۰            | ۲۰             | ۳۰           | ۵                   | ۴                   |
| زو             | بخش آیسک شهرستان سرایان | ایسک            | ۱۵۰            | ۳              | ۱۵           | ۲۰                  | ۱۵                  |
| سایک           | بخش آیسک شهرستان سرایان | کریمو           | ۱۵۰            | ۶              | ۱۰           | ۴                   | ۴                   |
| سایک علیا      | بخش آیسک شهرستان سرایان | نوبهار          | ۱۵۰            | ۶              | ۵            | ۵                   | ۴                   |
| سراب سفلی      | بخش آیسک شهرستان سرایان | سراب            | ۵۰۰            | ۱۰             | ۲۰           | ۵                   | ۴                   |
| سراب علیا      | بخش آیسک شهرستان سرایان | سراب            | ۵۰۰            | ۹              | ۶۰           | ۱۵                  | ۱۵                  |
| سرگیلان        | بخش آیسک شهرستان سرایان | سه قلعه         | ۱۰۰۰           | ۱۰             | ۳۰           | ۵                   | ۵                   |
| سعدآباد        | بخش آیسک شهرستان سرایان | مصعبی           | ۱۵۰            | ۶              | ۱۰           | ۳                   | ۲                   |
| سلام سفلی      | بخش آیسک شهرستان سرایان | خورزاد          | ۱۰۰۰           | ۱۷             | ۳۰           | ۵                   | ۵                   |
| سلام علیا      | بخش آیسک شهرستان سرایان | خورزاد          | ۱۵۰۰           | ۲۵             | ۴۰           | ۵                   | ۴                   |
| سنگک           | بخش آیسک شهرستان سرایان | سرند            | ۳۰۰            | ۷              | ۱۲           | ۲                   | ۱                   |
| شمس‌آباد        | بخش آیسک شهرستان سرایان | سرایان          | ۱۰۰۰           | ۲۵             | ۲۱           | ۸                   | ۳                   |
| عباس‌آباد       | بخش آیسک شهرستان سرایان | مصعبی           | ۱۴۰۰           | ۵۰             | ۳۸           | ۲۰                  | ۱۷                  |
| عباس‌آباد       | بخش آیسک شهرستان سرایان | خورزاد          | ۲۰۰۰           | ۱۵             | ۱۲           | ۲۰                  | ۱۷                  |
| علی محمدی      | بخش آیسک شهرستان سرایان | ایسک            | ۸۰۰            | ۵۷             | ۹            | ۱۵                  | ۱۰                  |
| علی پیاده      | بخش آیسک شهرستان سرایان | نرم             | ۷۰۰            | ۳۵             | ۳۵           | ۱۰                  | ۴                   |
| علی‌آباد        | بخش آیسک شهرستان سرایان | مصعبی و کریمو   | ۱۴۰۰           | ۵۰             | ۳۵           | ۲۰                  | ۱۰                  |
| فریزو          | بخش آیسک شهرستان سرایان | بسطاق           | ۲۰۰            | ۲۵             | ۱۵           | ۲۰                  | ۲۰                  |
| فلکی           | بخش آیسک شهرستان سرایان | چرمه            | ۲۰۰            | ۴              | ۳۵           | ۲                   | ۳                   |
| قدوس           | بخش آیسک شهرستان سرایان | نوبهار          | ۱۰۰            | ۳              | ۵            | ۵                   | ۲                   |
| قلندرآباد      | بخش آیسک شهرستان سرایان | مصعبی           | ۴۰۰            | ۱۴             | ۱۸           | ۵                   | ۲                   |
| محمد عباس      | بخش آیسک شهرستان سرایان | چرمه            | ۲۰۰            | ۶              | ۱۰           | ۲                   | ۲                   |
| محمدآباد       | بخش آیسک شهرستان سرایان | خورزاد          | ۱۵۰۰           | ۲۰             | ۲۵           | ۱۲                  | ۸                   |
| محمدآباد       | بخش آیسک شهرستان سرایان | نوده            | ۲۰۰            | ۴              | ۲۵           | ۵                   | ۲                   |
| محمدابراهیم    | بخش آیسک شهرستان سرایان | چرمه            | ۴۰             | ۳              | ۱۵           | ۸                   | ۱                   |
| مرغ خدنگ       | بخش آیسک شهرستان سرایان | چرمه            | ۴۰۰            | ۴              | ۱۲           | ۳                   | ۳                   |
| مرغاب          | بخش آیسک شهرستان سرایان | چرمه            | ۱۰۰            | ۶              | ۱۵           | ۳                   | ۲                   |
| مرغزار         | بخش آیسک شهرستان سرایان | چرمه            | ۲۵۰            | ۵              | ۱۵           | ۳                   | ۲                   |
| مصعبی          | بخش آیسک شهرستان سرایان | مصعبی           | ۸۰۰            | ۱۶             | ۴۰           | ۲۵                  | ۲۰                  |
| معصوم‌آباد      | بخش آیسک شهرستان سرایان | نوبهار          | ۱۵۰            | ۱۰             | ۵            | ۵                   | ۲                   |
| موسی سفلی      | بخش آیسک شهرستان سرایان | نوبهار          | ۱۰۰            | ۲              | ۵            | ۴                   | ۲                   |
| موسی علیا      | بخش آیسک شهرستان سرایان | نوبهار          | ۵۰             | ۱              | ۵            | ۴                   | ۲                   |
| میانتک         | بخش آیسک شهرستان سرایان | چرمه            | ۲۰۰            | ۱۳             | ۱۵           | ۲                   | ۳                   |
| نای علیا       | بخش آیسک شهرستان سرایان | کریمو           | ۶۰۰            | ۴              | ۱۲           | ۴                   | ۵                   |
| نرم            | بخش آیسک شهرستان سرایان | نرم             | ۳۰۰۰           | ۱۰۰            | ۳۰           | ۱۱                  | ۵                   |
| نوبهار         | بخش آیسک شهرستان سرایان | نوبهار          | ۵۰۰            | ۵۰             | ۵۵           | ۱۲                  | ۱۲                  |
| نوخان          | بخش آیسک شهرستان سرایان | چرمه            | ۴۵۰            | ۲۰             | ۱۷           | ۱۲                  | ۱۰                  |
| نوده           | بخش آیسک شهرستان سرایان | دوست‌آباد        | ۱۱۰۰۰          | ۱۰۰۰           | ۱۴۰          | ۲۰                  | ۳۰                  |
| نوده سفلی      | بخش آیسک شهرستان سرایان | نوده            | ۷۵۰            | ۳۵             | ۳۰           | ۴                   | ۸                   |
| نوده علیا      | بخش آیسک شهرستان سرایان | نوده            | ۶۰۰            | ۱۵             | ۳۵           | ۵                   | ۴                   |
| نوده کریم      | بخش آیسک شهرستان سرایان | خورزاد          | ۱۰۰۰           | ۳۰             | ۳۰           | ۴                   | ۴                   |
| هرمچ سفلی      | بخش آیسک شهرستان سرایان | کریمو           | ۵۰۰            | ۱۰             | ۲۰           | ۳                   | ۳                   |
| هرمچ علیا      | بخش آیسک شهرستان سرایان | کریمو           | ۵۰۰            | ۶              | ۱۵           | ۵                   | ۴                   |
| هلرنگ          | بخش آیسک شهرستان سرایان | چرمه            | ۱۰۰            | ۶              | ۱۵           | ۲                   | ۲                   |
| هلرکی          | بخش آیسک شهرستان سرایان | چرمه            | ۲۴۰            | ۸              | ۶            | ۵                   | ۴                   |
| ولی‌آباد        | بخش آیسک شهرستان سرایان | مصعبی           | ۲۰۰۰           | ۲۵             | ۲۸           | ۱۳                  | ۱۱                  |
| پس برج         | بخش آیسک شهرستان سرایان | چرمه            | ۱۰۰۰           | ۱۶             | ۱۸           | ۳                   | ۴                   |
| پوراف نوده     | بخش آیسک شهرستان سرایان | نوده            | ۱۲۰۰           | ۱۵             | ۳۵           | ۲                   | ۱                   |
| چاهک           | بخش آیسک شهرستان سرایان | چرمه            | ۳۰۰            | ۶              | ۳۰           | ۵                   | ۲                   |
| چاهکن          | بخش آیسک شهرستان سرایان | کریمو           | ۵۵۰            | ۸              | ۱۵           | ۵                   | ۵                   |
| چت پلنگ        | بخش آیسک شهرستان سرایان | کریمو           | ۱۵۰            | ۳              | ۱۰           | ۲                   | ۲                   |
| چرمه           | بخش آیسک شهرستان سرایان | چرمه            | ۶۰             | ۵              | ۱۵           | ۲۰                  | ۲۰                  |
| چشمه تک اوه    | بخش آیسک شهرستان سرایان | مصعبی           | ۰              | ۰              | ۰            | ۵                   | ۱                   |
| چشمه ذولبار    | بخش آیسک شهرستان سرایان | مصعبی           | ۵۰             | ۲              | ۱۰           | ۲                   | ۱                   |
| چشمه نسایی     | بخش آیسک شهرستان سرایان | بنی خانیک       | ۱۰۰۰           | ۴              | ۴            | ۵                   | ۳                   |
| کاریزدویی      | بخش آیسک شهرستان سرایان | بسطاق           | ۱۲۰۰۰          | ۱۰۰            | ۳۵           | ۲                   | ۳                   |
| کاریزک         | بخش آیسک شهرستان سرایان | نرم             | ۱۰۰۰           | ۴۰             | ۳۵           | ۴                   | ۲                   |
| کاظم‌آباد       | بخش آیسک شهرستان سرایان | نوده            | ۷۰۰            | ۱۵             | ۴۰           | ۲                   | ۸                   |
| کاظم‌آباد       | بخش آیسک شهرستان سرایان | سراب            | ۲۰۰            | ۷              | ۱۰           | ۵                   | ۲                   |
| کفتک           | بخش آیسک شهرستان سرایان | نوده            | ۵۰۰            | ۳۰             | ۳۰           | ۳                   | ۳                   |
| کلاته بشیر     | بخش آیسک شهرستان سرایان | کریمو           | ۱۰۰            | ۸              | ۱۵           | ۳                   | ۷                   |
| کلاته جعفر     | بخش آیسک شهرستان سرایان | نرم             | ۱۰۰            | ۰              | ۰            | ۳                   | ۱                   |
| کلاته حاجی     | بخش آیسک شهرستان سرایان | چرمه            | ۲۰۰            | ۱۵             | ۲۰           | ۴                   | ۱                   |
| کلاته حسن برات | بخش آیسک شهرستان سرایان | چرمه            | ۲۰۰            | ۳              | ۱۰           | ۲                   | ۲                   |
| کلاته خزربیشک  | بخش آیسک شهرستان سرایان | چرمه            | ۲۵۰            | ۵              | ۱۰           | ۳                   | ۲                   |
| کلاته خلیل     | بخش آیسک شهرستان سرایان | چرمه            | ۱۵             | ۰              | ۸            | ۳                   | ۲                   |
| کلاته دره پیما | بخش آیسک شهرستان سرایان | چرمه            | ۵۰             | ۳              | ۱۲           | ۳                   | ۱                   |
| کلاته رجبعلی   | بخش آیسک شهرستان سرایان | سراب            | ۱۵۰            | ۷              | ۸            | ۳                   | ۱                   |
| کلاته رضائیان  | بخش آیسک شهرستان سرایان | چرمه            | ۲۰۰            | ۱۵             | ۱۴           | ۵                   | ۴                   |
| کلاته زابر     | بخش آیسک شهرستان سرایان | سرایان          | ۸۰۰            | ۲۶             | ۱۲           | ۱۰                  | ۱۰                  |
| کلاته زرد      | بخش آیسک شهرستان سرایان | کریمو           | ۵۰۰            | ۸              | ۳۰           | ۱۰                  | ۴                   |
| کلاته سرایان   | بخش آیسک شهرستان سرایان | چرمه            | ۲۰۰            | ۳              | ۱۰           | ۳                   | ۱                   |
| کلاته سیدامیر  | بخش آیسک شهرستان سرایان | سرایان          | ۴۰۰            | ۱۶             | ۱۲           | ۴                   | ۳                   |
| کلاته سیف      | بخش آیسک شهرستان سرایان | کریمو           | ۱۵۰            | ۱۲             | ۱۸           | ۴                   | ۵                   |
| کلاته سیف علیا | بخش آیسک شهرستان سرایان | کریمو           | ۱۰۰۰           | ۸              | ۱۷           | ۵                   | ۳                   |
| کلاته شرفی     | بخش آیسک شهرستان سرایان | مصعبی           | ۳۴۵            | ۲۰             | ۱۵           | ۶                   | ۵                   |
| کلاته شه زنو   | بخش آیسک شهرستان سرایان | چرمه            | ۶۰             | ۰              | ۵            | ۵                   | ۱                   |
| کلاته شور      | بخش آیسک شهرستان سرایان | سرایان          | ۲۰۰            | ۱۰             | ۱۲           | ۵                   | ۲                   |
| کلاته عباس     | بخش آیسک شهرستان سرایان | نوده            | ۴۰۰            | ۲۰             | ۴۰           | ۱۰                  | ۷                   |
| کلاته عباس     | بخش آیسک شهرستان سرایان | مصعبی           | ۳۶۰            | ۱۲             | ۱۸           | ۴                   | ۴                   |
| کلاته علی محمد | بخش آیسک شهرستان سرایان | چرمه            | ۲۰۰            | ۳              | ۱۳           | ۳                   | ۴                   |
| کلاته قاسمی    | بخش آیسک شهرستان سرایان | چرمه            | ۳۰۰            | ۱۰             | ۱۰           | ۳                   | ۲                   |
| کلاته قربان    | بخش آیسک شهرستان سرایان | مصعبی           | ۲۰۰            | ۴              | ۶            | ۲                   | ۲                   |
| کلاته محمد     | بخش آیسک شهرستان سرایان | سرایان          | ۵۰۰            | ۱۸             | ۱۲           | ۵                   | ۴                   |
| کلاته ملا      | بخش آیسک شهرستان سرایان | چرمه            | ۵۰۰            | ۱۰             | ۲۵           | ۵                   | ۴                   |
| کلاته ملاقاسم  | بخش آیسک شهرستان سرایان | چرمه            | ۲۰۰            | ۷              | ۲۰           | ۵                   | ۱                   |
| کلاته موسی     | بخش آیسک شهرستان سرایان | سرایان          | ۱۰۰۰           | ۳۳             | ۱۵           | ۸                   | ۳                   |
| کلاته مومن     | بخش آیسک شهرستان سرایان | چرمه            | ۵۰۰            | ۱۰             | ۱۵           | ۴                   | ۶                   |
| کلاته میرزا    | بخش آیسک شهرستان سرایان | ابامنصوری       | ۱۵۰۰           | ۳۳             | ۴۵           | ۱۲                  | ۸                   |
| کلاته نو       | بخش آیسک شهرستان سرایان | خورزاد          | ۳۰۰            | ۸              | ۱۵           | ۵                   | ۲                   |
| کلاته ولنگان   | بخش آیسک شهرستان سرایان | چرمه            | ۱۰۰            | ۲              | ۵            | ۵                   | ۱                   |
| کلاته پشت تیغ  | بخش آیسک شهرستان سرایان | چرمه            | ۱۰۰            | ۴              | ۵            | ۱                   | ۲                   |
| کلاته کاریزک   | بخش آیسک شهرستان سرایان | چرمه            | ۳۰۰            | ۸              | ۲۵           | ۱۵                  | ۱                   |
| کهنه چرمه      | بخش آیسک شهرستان سرایان | چرمه            | ۵۰۰            | ۱۵             | ۱۵           | ۵                   | ۰                   |
| گرماشو سفلی    | بخش آیسک شهرستان سرایان | مصعبی           | ۳۰۰            | ۶              | ۱۰           | ۳                   | ۲                   |
| گرماشو علیا    | بخش آیسک شهرستان سرایان | مصعبی           | ۱۵۰            | ۳              | ۸            | ۳                   | ۴                   |
| گرگ‌آباد        | بخش آیسک شهرستان سرایان | مصعبی           | ۲۴۰            | ۸              | ۸            | ۵                   | ۲                   |
| گزنشک          | بخش آیسک شهرستان سرایان | چرمه            | ۲۰۰            | ۱۰             | ۱۵           | ۵                   | ۲                   |
| گل کن          | بخش آیسک شهرستان سرایان | مصعبی           | ۳۰۰            | ۶              | ۱۲           | ۳                   | ۲                   |